# Katholische Universität Córdoba
Die Katholische Universität Córdoba (span.: Universidad Católica de Córdoba, kurz: UCC) ist eine katholische Privatuniversität mit Sitz in Córdoba, Argentinien.

## Geschichte
Die UCC ist die älteste private Universität des Landes und wird geleitet vom Jesuitenorden. Die Katholische Universität von Córdoba ist Teil des weltweiten Netzwerkes der Jesuiten-Universitäten in über 90 Ländern und ist aktives Mitglied des Netzwerkes der Jesuiten-Universitäten in Lateinamerika (span.: Asociación de Universidades Confiadas a la Compañía de Jesús en América Latina, AUSJAL). Rektor ist Andrés Aguerre SJ, als Nachfolger von Alfonso Gómez SJ.
An der 1956 gegründeten Katholischen Universität sind ca. 10.000 Studenten in den Bachelor-, Master- und PhD-Programmen eingeschrieben (Stand 2023). Der Campus mit zehn Fakultäten liegt circa zehn Kilometer außerhalb des Stadtzentrums.

## Fakultäten (Auswahl)
- Architektur
- Agrarwissenschaften (auch Veterinärmedizin und Food-Technologie)
- Economics and Business Administration
- Politikwissenschaft und Internationale Beziehungen
- Chemie
- Rechts- und Sozialwissenschaften
- Erziehungswissenschaften
- Philosophie und Geisteswissenschaften
- Maschinenbau
- Medizin (Medizin auch Zahnmedizin, Ernährung und Krankenpflege)